# Heiße Erde (1957)
Heiße Erde (Island in the Sun) ist ein US-amerikanisches Filmdrama aus dem Jahr 1957, das von Robert Rossen inszeniert und von Darryl F. Zanuck produziert wurde. Es basiert auf dem Roman Island in the Sun von Alec Waugh aus dem Jahr 1955. Zur Besetzung zählen James Mason, Harry Belafonte, Joan Fontaine, Joan Collins, Michael Rennie, Patricia Owens, Dorothy Dandridge, Diana Wynyard, John Williams und Stephen Boyd. Der Film befasst sich mit der Liebe zwischen verschiedenen Ethnien und dem Rassenhass auf der fiktiven Insel Santa Marta. Die Dreharbeiten fanden auf Grenada und Barbados statt. Die Veröffentlichung des Films führte aufgrund seiner Beziehungen zwischen weißen und dunkelhäutigen Darstellern zu Kontroversen. Das von Harry Belafonte interpretierte Lied Island in the Sun wurde zum Klassiker.

## Handlung
In den 1950er Jahren spielt sich auf der kleinen, fiktiven westindischen Insel Santa Marta eine komplexe Beziehungsdynamik zwischen vier Paaren unterschiedlicher Hautfarbe ab. Auf der Insel gibt es eine klare soziale Kluft zwischen der weißen Elite und der einheimischen Bevölkerung, die von Sklaven abstammt. Maxwell Fleury ist der Sohn eines weißen Plantagenbesitzers und leidet unter einem Minderwertigkeitskomplex. Dieser treibt ihn zu unüberlegten Entscheidungen, um seinen Wert zu beweisen. Er ist eifersüchtig auf seine Frau Sylvia und neidisch auf seine jüngere Schwester Jocelyn, die von dem attraktiven Euan Templeton umworben wird. David Boyeur, ein selbstbewusster dunkelhäutiger Gewerkschaftsführer, wird diplomatisch von Templeton umworben, aber von einigen als Bedrohung für die weiße herrschende Klasse wahrgenommen. Auch die Witwe Mavis Norman entwickelt ein romantisches Interesse an David, das zwischen Anziehung und Spannung schwankt.
Denis Archer verliebt sich in Margot Seaton, eine Mulattin, die hart arbeitet, um ihre Position im Leben zu verbessern. Er wirbt sie von David ab und verschafft ihr einen Job als Sekretärin im Büro des Gouverneurs. Maxwell, der von Eifersucht auf seine Frau getrieben ist, steigert sich durch eine Verwechslung in den Glauben hinein, seine Frau habe eine Affäre mit Hilary Carson, einem attraktiven und alleinstehenden ehemaligen Kriegshelden. Er erdrosselt Carson während eines Streits und versucht dann, es wie einen Raubmord aussehen zu lassen. Als Polizeichef Colonel Whittingham das Verbrechen untersucht, gibt er Maxwell Hinweise, die aus Dostojewskis Schuld und Sühne stammen.
Euan verliebt sich unsterblich in Jocelyn, die seinen Heiratsantrag hinauszögert, um sicher zu sein, dass „alles in Ordnung ist“. Maxwell beschließt für das Parlament zu kandidieren. Als der US-amerikanische Journalist Bradshaw enthüllt, dass Maxwells Großmutter väterlicherseits zur Hälfte schwarz war, was von dem älteren Fleury resigniert bestätigt wird. Bei einer Wahlkampfveranstaltung bekennt sich Maxwell zunächst öffentlich zu seiner neu entdeckten gemischtrassigen Identität, wird aber von einer schwarzen Menge, die von David angestachelt wird, verhöhnt und zurückgewiesen. Gedemütigt verleugnet er daraufhin seine schwarze Herkunft und beleidigt alle Anwesenden.
Jocelyn erfährt, dass sie von Euan schwanger ist, aber da er einen Titel und einen Sitz im Oberhaus vor sich hat, möchte sie ihn nicht mit einem „Mischlingskind“ belasten. Ihre Mutter enthüllt ihr, dass Julian Fleury nicht ihr Vater war, sondern ein vollständig weißer Engländer. Maxwell erkennt, dass er von Wittingham in die Enge getrieben wurde und arrangiert die Übergabe an die Polizei. Jocelyn und Euan heiraten und besteigen ein Flugzeug nach England, gefolgt von der ebenfalls frisch vermählten Margot und Denis. Mavis setzt ihre Kampagne fort, um mit David zusammenzukommen, aber er lehnt ihre Annäherungsversuche ab und erklärt, dass er unter seinesgleichen bleiben muss, um von seinem Volk akzeptiert zu werden. Enttäuscht akzeptiert sie seine Abweisung und verlässt den Strand. David bleibt allein zurück und geht seines Weges.

## Synchronisation
| Rolle                | Darsteller        | Synchronsprecher      |
| -------------------- | ----------------- | --------------------- |
| Maxwell Fleury       | James Mason       | Wolfgang Lukschy      |
| Jocelyn Fleury       | Joan Collins      | Maria Körber          |
| Mavis Norman         | Joan Fontaine     |                       |
| David Boyeur         | Harry Belafonte   | Hans Dieter Zeidler   |
| Denis Archer         | John Justin       | Eckart Dux            |
| Bradshaw             | Hartley Power     | Konrad Wagner         |
| Col. Whittingham     | John Williams     | Siegfried Schürenberg |
| Margot Seaton        | Dorothy Dandridge |                       |
| Euan Templeton       | Stephen Boyd      | Lothar Blumhagen      |
| Hilary Carson        | Michael Rennie    | Arnold Marquis        |
| Gouverneur Templeton | Ronald Squire     | Alfred Haase          |
| Julian Fleury        | Basil Sydney      | Walther Suessenguth   |
| Mrs. Fleury          | Diana Wynyard     | Ursula Krieg          |
| Sylvia Fleury        | Patricia Owens    | Marianne Mosa         |

## Hintergrund

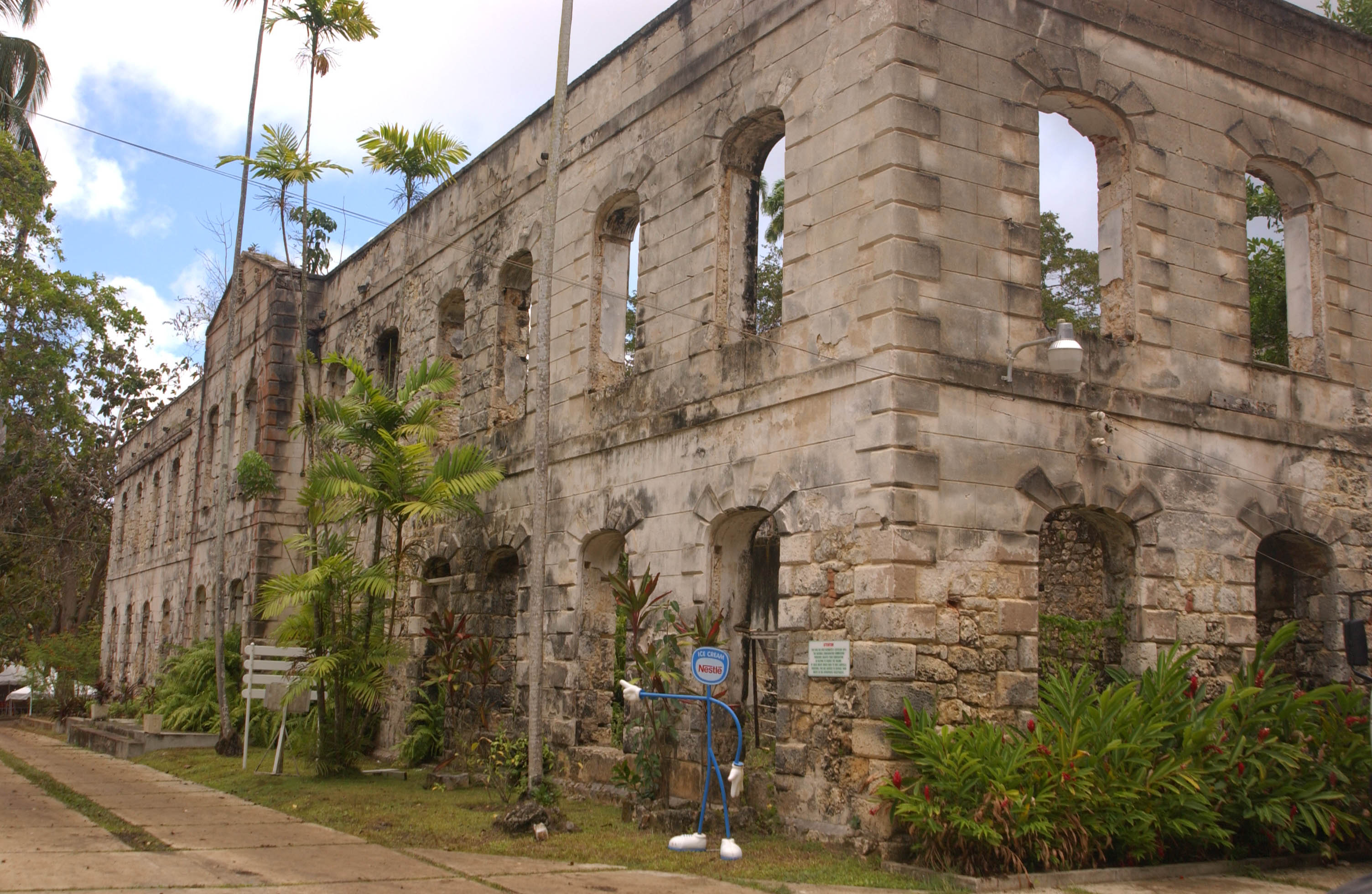
Die Ruinen von Farley Hill mansion, die Filmkulisse für das Anwesen Bel Fontaine von Maxwell Fleury

### Romanvorlage
Der Roman von Alec Waugh wurde im Januar 1956 veröffentlicht. Die New York Times bezeichnete ihn „als fesselnde Lektüre und beachtliche Leistung“. Die Los Angeles Times nannte ihn „stark und spannend“. Das Buch verkaufte sich über 900.000 Mal.

### Entwicklung
Zanuck besetzte 14 Hauptrollen und erklärte dazu: 

„und bei sechs von ihnen wäre es schwierig zu sagen, wer die wichtigste war“

 Zudem reizte ihn die Tatsache, dass „das Buch einen neuartigen und attraktiven Hintergrund hatte“, der sich für eine Verfilmung in Farbe und CinemaScope eignete, und „dass der Roman die Beziehungen zwischen Menschen verschiedener Hautfarbe thematisierte“.
„Unser Film ist höchst umstritten, aber ich habe auch schon vorher umstrittene Filme gemacht“, sagte Zanuck, der bereits Früchte des Zorns, Tabu der Gerechten und Pinky produziert hatte. „Ich weiß nicht, ob ich den Film jemals im Süden zeigen kann, und er könnte in anderen Gebieten auf Ablehnung stoßen, aber ich gehe das Risiko ein, weil ich an diese großartige Geschichte glaube... Wenn ein Film von echter Bedeutung ist und ein echtes Thema und Ziel hat, kann er meiner Meinung nach gemacht werden, egal wie kontrovers er ist.“
Er sagte auch: "Es ist nicht grundsätzlich ein Film über das Problem der Hautfarbe, aber es wäre nicht möglich, einen Film über die Westindischen Inseln zu machen, ohne die Frage der Hautfarbe zu behandeln. Sie ist die Essenz des Lebens an diesem Ort."
Im Juli 1955 wurde Alfred Hayes als Drehbuchautor verpflichtet.
Zanuck verließ Fox schließlich, um wieder als Produzent zu arbeiten. Als Teil seiner Vereinbarung mit Fox übernahm er die Rechte an Island in the Sun. Es sollte der zweite von drei Filmen sein, die er produzieren wollte, der erste war Zwischen Madrid und Paris (basierend auf dem Roman Fiesta von Ernest Hemingway) und der dritte The Secret Crimes of Josef Stalin. Am Ende wurde Heiße Erde vor Zwischen Madrid und Paris gedreht und das Stalin-Projekt wurde nie verfilmt.
Im Juli 1956 wurde Robert Rossen als Regisseur engagiert. Zanuck sagte, dass sich „Rossen vor allem mit ausgefallenen, unorthodoxen Themen einen Namen gemacht hat – was hier der Fall ist – und ich hatte das Vertrauen, was für einen Produzenten absolut unerlässlich ist, dass er der richtige Mann ist.“
Zanuck sagte im Oktober 1956: „Mich der Verpflichtung zu entziehen, ein großes Filmunternehmen wie 20th Century Fox zu leiten, bedeutet nicht, dass ich mit der Arbeit aufhöre. Ich bin selten so viel gereist wie in den letzten Wochen, und das liegt daran, dass wir wirklich versuchen, diesen Film als großartige Inszenierung einer tropischen Insel zum Leben zu erwecken“.
Die Dreharbeiten begannen am 15. Oktober 1956 auf Barbados und Grenada. Ende November des Jahres ging es für die Studioarbeiten nach London. Das Budget betrug 3 Millionen US-Dollar.

### Besetzung
Heiße Erde markiert das Comeback von Dorothy Dandridge, da sie seit Carmen Jones von 1954, in dem sie die Hauptrolle spielte, keinen Film mehr gemacht hatte. 1955 hatte man ihr Nebenrollen in Der König und Ich und Meine Frau, der Leutnant angeboten, aber Otto Preminger, der Regisseur von Carmen Jones, riet ihr, diese Rollen abzulehnen.
Viele der Hauptdarsteller standen bei der 20th Century Fox unter Vertrag, darunter Joan Collins, Michael Rennie, John Justin und Stephen Boyd.

## Rezeption
Joan Fontaine erhielt Hasspost, da sie mit Harry Belafonte Liebesszenen spielte. Darunter befanden sich einige angebliche Drohungen des Ku-Klux-Klan. Fontaine übergab die Briefe dem FBI.
Der Film erhielt gemischte Kritiken und hatte aufgrund der Rassenproblematik anfängliche Schwierigkeiten, in den Kinos der Südstaaten gebucht zu werden. Auch im Bundesstaat Minnesota, in den Städten Saint Paul und Minneapolis, gab es Proteste gegen den Film, bevor er in die Kinos kam. In Memphis, Tennessee, wurde er verboten, da „er eine zu freimütige Darstellung der Rassenmischung sei, die gegen die Moral verstoße und weder für Weiße noch für Schwarze gut sei.“ Zanuck hatte zuvor erklärt, dass er die Geldstrafen aller Kinobesitzer, die für die Aufführung des Films bestraft würden, übernehmen würde.
In der Bundesrepublik Deutschland kam der Film am 27. August 1957 in die Kinos. Das Lexikon des Internationalen Films urteilte: „Routiniert inszeniertes Gesellschaftsdrama, das den Hauptakzent auf die erotischen Konflikte legt und darüber die politischen und sozialen Hintergründe vernachlässigt.“

## Erfolg
Der im Juni 1957 uraufgeführte Film war ein großer Erfolg an den Kinokassen und erreichte in der ersten Woche in den 16 Städten, die Variety meldete, Platz 1 mit einem Einspielergebnis von fast 500.000 US $. Weltweit spielte der Film 5.550.000 US $ ein.
In den USA war er auf Platz 6 und in Großbritannien auf Platz 8 der erfolgreichsten Filme des Jahres 1957.
In der Bundesrepublik Deutschland lockte der Film 4.256.000 Besucher in die Kinos. Damit war er der zweiterfolgreichste US-amerikanische Film aus dem Jahr 1957 nach Der Engel mit den blutigen Flügeln.

## Vermächtnis
Im Jahr 2009 gab es den Vorschlag, die Ruine des im Film verwendeten Herrenhauses in Farley Hill, Barbados, für das Maxwell-Fleury-Anwesen Bel Fontaine abzureißen. Das Haus wurde Mitte der 1960er Jahre durch einen Brand zerstört, und es sind nur noch die Fundamente und Außenmauern erhalten.

## Musik
Der Titelsong Island in the Sun wurde von Harry Belafonte und Irving Burgie geschrieben. Inzwischen gibt es über 70 Coverversionen, die von verschiedenen Künstlern wie The Merrymen, Joan Baez, José Carreras und The Righteous Brothers aufgenommen wurden. Auf Deutsch wurde es unter dem Titel Wo meine Sonne scheint von Caterina Valente, Roberto Blanco, Karel Gott, Die Flippers und Ralf Bendix interpretiert. Henri Salvador sang das Lied auf Französisch (Une île au soleil) und Julio Iglesias auf Spanisch (Isla en el sol).  In dem Film Die Muppets Weihnachtsgeschichte aus dem Jahr 1992 wird es kurz angestimmt.